# CI+
CI+, voluit Common Interface Plus, is een sleuf in een digitaal televisietoestel of settopbox waarin een uitbreidingsmodule kan worden geplaatst. De sleuf wordt voornamelijk gebruikt voor het plaatsen van een ontsleutelingsmodule voor betaaltelevisie. CI+ is een door enkele bedrijven uitgewerkte afwijking op de standaard Common Interface van het DVB-consortium. Het belangrijkste verschil tussen CI+ en de standaard Common Interface is dat CI+ consumenten beperkingen oplegt bij het opnemen van televisieprogramma's.

## Ontsleutelen van betaaltelevisie
De conditional access module (CAM) voor CI+ (CI+-CAM) is verreweg de meest gebruikte uitbreidingsmodule voor plaatsing in de CI+-sleuf. De CI+-CAM zorgt in samenwerking met de in de CI+-CAM geplaatste smartcard voor het ontsleutelen van versleutelde programma's. Omdat er verschillende coderingssystemen in gebruik zijn, zijn er ook verschillende soorten CI+-CAM's.

## Onderlinge uitwisselbaarheid met standaard apparatuur
Over het algemeen zullen CAM's voor de standaard Common Interface ook werken in een CI+-sleuf, maar dit kan door de programma-aanbieder worden geblokkeerd. Andersom zullen CAM's die speciaal zijn gemaakt voor CI+ meestal niet samenwerken met een standaard Common Interface.

## Beperkingen van CI+
Bij gebruik van een standaard Common Interface zijn de door de CAM ontsleutelde programma's zonder beperkingen te gebruiken. Het is mogelijk om deze op te nemen en onbeperkt te bewaren en te kopiëren. CI+ is speciaal ontwikkeld om controle te kunnen houden over de programma's nadat deze ontsleuteld zijn. Enkele van de beperkingen die de programma-aanbieder aan de consument via CI+ kan opleggen zijn:
- verbieden dat een programma kan worden opgenomen
- verbieden dat een opgenomen programma kan worden gekopieerd
- verbieden dat een opgenomen programma na een bepaalde tijd nog kan worden bekeken
- verbieden dat bij het afspelen van een opgenomen programma de reclame wordt overgeslagen

## Kritiek op CI+
Vooral vanwege bovengenoemde beperkingen voor de consument is de inzet van CI+ in Duitsland omstreden. Duitse consumentenorganisaties wijzen CI+ dan ook af. Verdere kritiekpunten zijn:
- CI+ is geen door de industrie algemeen aanvaarde specificatie. Achter CI+ staan slechts een beperkt aantal bedrijven, met de rest kon geen overeenstemming worden bereikt.
- Consumenten wordt via CI+ toekomstzekerheid beloofd, de massaal aanwezige apparatuur met een standaard Common Interface wordt echter tot de vuilnisbak veroordeeld. [bron?]
- Bij de invoering van een nieuwe techniek verwachten klanten gewoonlijk een technische vooruitgang. Invoering van CI+ houdt echter eerder het gevaar van een technische bevoogding. De actuele ontwikkeling maakt consumenten onzeker en belemmert een snelle verspreiding van hoge definitie televisie.[3]
- Sinds muziekbestanden worden aangeboden zonder kopieerbeveiliging, is de vraag en daarmee de omzet massaal toegenomen, de klanten hebben geen problemen meer met het afspelen van de bestanden. Het is daarom vreemd dat voor televisie een kopieerbeveiliging wordt geïntroduceerd.
- Het is onduidelijk waarom programma's uit het basispakket op de kabelnetten versleuteld zouden moeten worden. Zonder versleuteling kunnen de programma's op elke daarvoor geschikte televisie zonder additionele randapparatuur bekeken worden. In Zwitserland is tegen versleuteling op de kabel al succesvol actie ondernomen.[4]

## Inzet van CI+
In Nederland wordt CI+ ingezet door Ziggo, Caiway, Kabelnoord en DELTA. In België heeft Telenet CI+ geïntroduceerd op 24 juni 2013, onder de benaming "TV met een kaartje".